# 约翰·米尔斯 (篮球运动员)
约翰·米尔斯（英語：John Mills，1919年9月7日—1995年8月25日），美国NBA联盟前职业篮球运动员。